# Битюг
Битюг (на руски: Битюг) е река в Тамбовска, Липецка и Воронежка област на Русия, ляв приток на Дон. Дължина 379 km. Площ на водосборния басейн 8840 km².
Река Битюг води началото си от крайните западни разклонения на Приволжкото възвишение, на 165 m н.в., на 2 km западно от село Петровское, в югозападната част на Тамбовска област. В горното си течение тече на запад, при село Чамлик-Николское (Липецка област) завива на юг, като на протежение около 20 km служи за граница между
Тамбовска и Липецка област, след което изцяло навлиза във Воронежка област и запазва южното си направление до устието. В средното и долното си течение тече в широка, често заблатена долина през Окско-Донската равнина. Влива се отляво в река Дон, при нейния 1197 km, на 74 m н.в., при село Ступино във Воронежка област. Основни притоци: леви – Ертил (92 km), Курлак (79 km), Тишанка (58 km), Чигла (75 km); десни – Пласкуша (37 km), Чамлик (54 km), Ана (22 km), Тойда (83 km). Има смесено подхранване с преобладаване на снежното с ясно изразено пролетно пълноводие през март и април. В басейнът ѝ има над 400 малки езера. Среден годишен отток при град Бобров 18,2 m³/s. Замръзва в средата на декември, а се размразява в края на март или началото на април. По бреговете на реката са разположени множество населени места, в т.ч. селищата от градски тип Новопокровка и Мордово в Тамбовска област, град Бобров и селището от градски тип Ана във Воронежка област.